# Звёздочка (Молдова)
Звёздочка (рум. Zviozdocica) — село в Каушанском районе Молдавии. Наряду с селом Украинка входит в состав коммуны Украинка.

## География
Село расположено на высоте 95 метров над уровнем моря. Протекает река Заколы.

## Население
По данным переписи населения 2004 года, в селе Звёздочка проживает 34 человека (16 мужчин, 18 женщин).
Этнический состав села:
| Национальность | Число жителей | Процентный состав |
| -------------- | ------------- | ----------------- |
| русские        | 26            | 76,47             |
| молдаване      | 7             | 20,59             |
| прочие         | 1             | 2,94              |
| Всего          | 34            | 100 %             |